# 中環
座標: 北緯22度16分55秒 東経114度09分29秒 / 北緯22.28194度 東経114.15806度
中環（ちゅうかん、広東語読み: ツォンワン、英: Central セントラル）は、香港中西区に位置する香港島北岸の一地域である。香港において早くから栄えた「ヴィクトリア市」の中心地であった。

## 概要
中環は、九龍半島の最南端尖沙咀から、ビクトリア・ハーバーを挟んだ向かい側に位置している。1841年のイギリス植民地時代の当初から金融センターとしての役目を果たす香港の中心商業地区であり、多くの多国籍金融機関の本部がある。香港ドルの発券銀行である香港上海銀行（HSBC）本店、中国銀行（香港）本店、スタンダードチャータード銀行本店などが所在しているほか、香港証券取引所も中環に所在する。
区域内にある香港終審法院庁舎は、もともと最高法院という香港の最上級裁判所の庁舎として建てられたものだったが、地下鉄工事で損傷し、修復後は立法局・立法会議事堂として使われた。政府総部はかつて区域内の「中区政府合署」にあった。イギリス統治時代の総督府で現在の行政長官官邸である香港礼賓府はその近くにある。旧中区政府合署・礼賓府近辺は「政府山」という呼び方がされたことがある。立法会と政府総部が2011年に金鐘北部添馬に移転するまで、中環は香港政官界の心臓部であった。
在香港日本国総領事館は中環にある交易廣場に入居する。

## 登場作品
ゲーム
- スリーピングドッグス 香港秘密警察